# Gelderland
Gelderland este o provincie în partea de est a Olandei. Capitala sa este orașul Arnhem. Alte orașe ale provinciei sunt orașele Nijmegen, Apeldoorn și Ede.
Nijmegen este unul din cele mai vechi orașe în Olanda. Gelderland se învecinează cu următoarele provincii: Flevoland la nord-vest, Utrecht la vest, Olanda de Sud la sud-vest, Brabantul de Nord la sud, Limburg la sud-est, Germania la est și cu Overijssel la nord-est.
Cele mai mari râuri în Gelderland sunt: Rhin, Ijssel și Waal.

## Comune
Provincia Gelderland este împărțiță în 53 de comune:
| - Aalten - Apeldoorn - Arnhem - Barneveld - Berg en Dal - Berkelland - Beuningen - Bronckhorst - Brummen - Buren - Culemborg - Doesburg - Doetinchem - Druten | - Duiven - Ede - Elburg - Epe - Ermelo - Geldermalsen - Groenlo - Harderwijk - Hattem - Heerde - Heumen - Lingewaal - Lingewaard | - Lochem - Maasdriel - Montferland - Neder-Betuwe - Neerijnen - Nijkerk - Nijmegen - Nunspeet - Oldebroek - Oude IJsselstreek - Overbetuwe - Putten - Renkum | - Rheden - Rozendaal - Scherpenzeel - Tiel - Voorst - Wageningen - West Maas en Waal - Westervoort - Wijchen - Winterswijk - Zaltbommel - Zevenaar - Zutphen |  |